# 盧卑利
盧卑利（1861年3月16日—1910年4月15日），美國外交官、記者及報刊編輯，威斯康辛州麥迪遜人，曾兩度出任美國駐香港總領事，並曾派駐奧匈帝國、古巴等地的美國外館。

## 早年生涯
盧氏早年就讀於菲利普斯埃克塞特學院，後自哈佛學院1883年班畢業，擁有法語及德語文學士學位，於哈佛法學院1885年班畢業後，則獲得碩士學位，回到威州米爾瓦基擔任《米爾瓦基哨兵周刊》政治版編輯，逐步升至副社長和董事。  

## 海外生涯
1890年6月6日美國總統班傑明·哈瑞森任命盧卑利出任美國駐奧匈帝國布拉格總領事，1983年11月9日離任，1901年3月2日獲威廉·麥金利總統任命為駐英屬香港總領事，1902年9月15日又經狄奧多·羅斯福總統任命為駐古巴哈瓦那總領事，1903年3月26日出任駐維也納總領事，1909年5月17日再次就任駐港總領事，任內罹患腹膜炎而在1910年4月15日病逝於香港。